# Aubigny-lès-Sombernon
Aubigny-lès-Sombernon – miejscowość i gmina we Francji, w regionie Burgundia-Franche-Comté, w departamencie Côte-d’Or.
Według danych na rok 1990 gminę zamieszkiwało 118 osób, a gęstość zaludnienia wynosiła 15 osób/km² (wśród 2044 gmin Burgundii Aubigny-lès-Sombernon plasuje się na 792. miejscu pod względem liczby ludności, natomiast pod względem powierzchni na miejscu 1055.).